# Rheinbach
Rheinbach ist eine Stadt im Rhein-Sieg-Kreis in Nordrhein-Westfalen mit dem Sonderstatus „Mittlere kreisangehörige Stadt“. Rheinbach liegt 16 Kilometer südwestlich der Bonner Innenstadt.

## Geographie

### Geographische Lage
Rheinbach liegt im linksrheinischen Teil des Rheinlandes 16 km südwestlich der Innenstadt von Bonn und 34 km südlich von Köln. Die Stadt selbst liegt in der Voreifel, naturräumlich in der Swistbucht, größtenteils noch in der Ebene der Niederrheinischen Bucht; das Stadtgebiet umfasst aber auch einige Dörfer des Ahrgebirges, das sich südlich anschließt.
Höchster Punkt Rheinbachs ist der bei Todenfeld gelegene Vermessungspunkt (⊙) 406,5 m ü. NHN, welcher eine sehr gute Aussicht in die Eifel und in Richtung Vorgebirge und Ville bietet. Auch von der Ruine Tomburg oberhalb von Wormersdorf hat man eine Aussicht bis weit in die Kölner Bucht. Bei klarem Wetter sieht man von der Tomburg aus den Kölner Dom und umgekehrt vom Turm des Doms die Tomburg.

### Stadtgliederung

Rheinbach mit seinen Ortsteilen und Nachbargemeinden

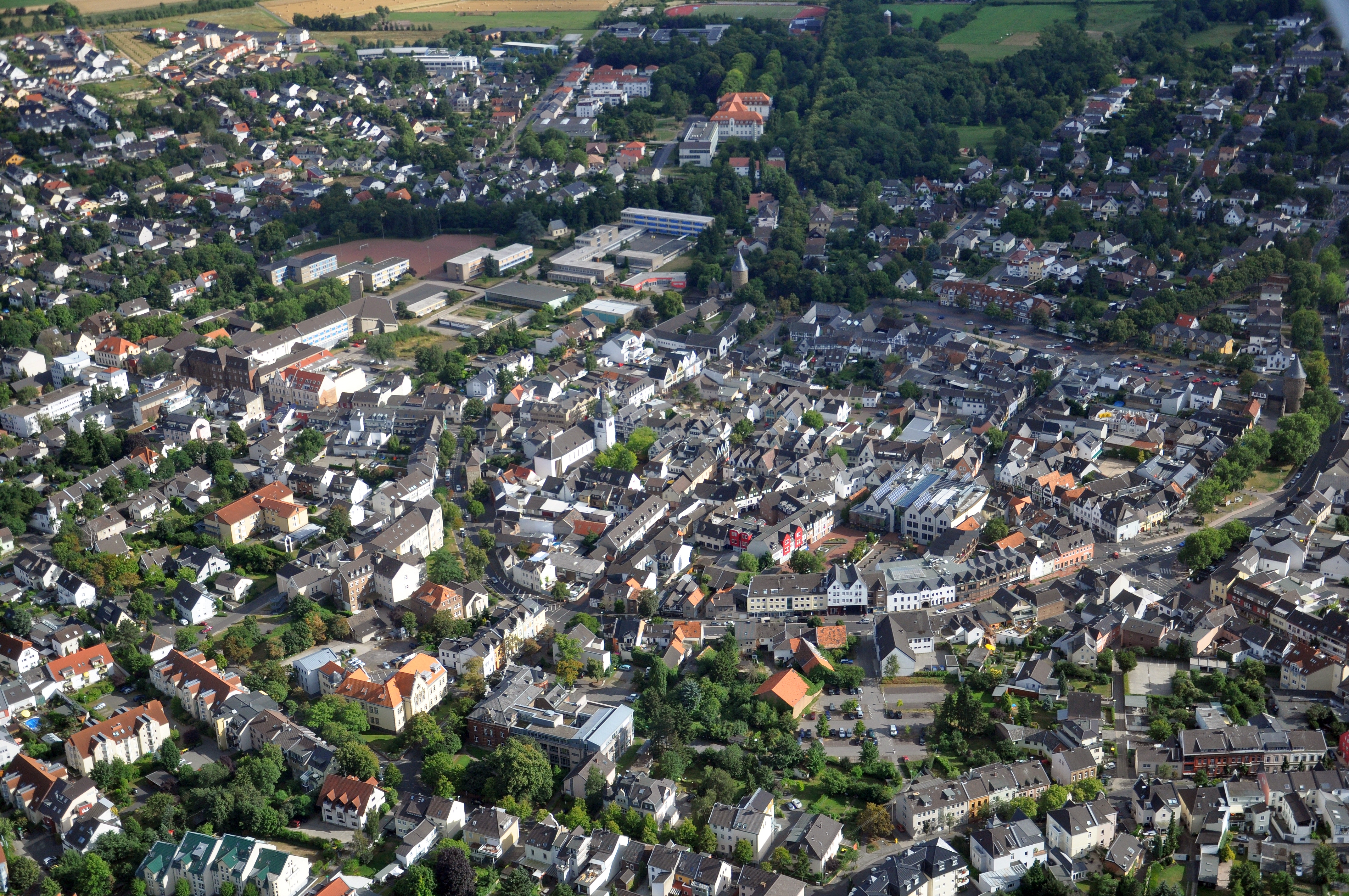
Rheinbach, Luftbild August 2013

Die heutige Stadtgliederung Rheinbachs erfolgte im Rahmen der Gebietsreform in Nordrhein-Westfalen, dem sogenannten Bonn-Gesetz. Infolgedessen gehören seit 1. August 1969 nebst Kernstadt neun Ortschaften mit insgesamt 18 Wohnplätzen zur Stadt Rheinbach. Von den 27.605 Einwohnern Rheinbachs (nur mit Hauptwohnsitz) wohnen 11.479 in diesen Ortschaften bzw. Wohnplätzen.
| Ortschaften                          | Ortschaften                             | Ortschaften                             |
| ------------------------------------ | --------------------------------------- | --------------------------------------- |
| - Flerzheim - Hilberath - Neukirchen | - Niederdrees - Oberdrees - Queckenberg | - Ramershoven - Todenfeld - Wormersdorf |

Die südlich und südwestlich von Rheinbach auf den Eifelhöhen gelegenen Ortschaften werden zusammenfassend auch als Höhenorte bezeichnet.
| Wohnplätze | Wohnplätze                                                       | Wohnplätze                                                                 |
| --- | ---------------------------------------------------------------- | -------------------------------------------------------------------------- |
| zu Neukirchen - Berscheid - Groß-Schlebach - Klein-Schlebach - Irlenbusch - Krahforst - Kurtenberg - Merzbach - Nußbaum - Scherbach - Vogelsang | zu Queckenberg - Eichen - Hardt - Haus Winterberg - Loch - Sürst | zu Ramershoven - Peppenhoven zu Wormersdorf - Klein Altendorf - Ipplendorf |

| Swisttal         |                                             | Alfter                     |
| Euskirchen       | Kompassrose, die auf Nachbargemeinden zeigt | Meckenheim                 |
| Bad Münstereifel |                                             | Altenahr (Rheinland-Pfalz) |

## Geschichte

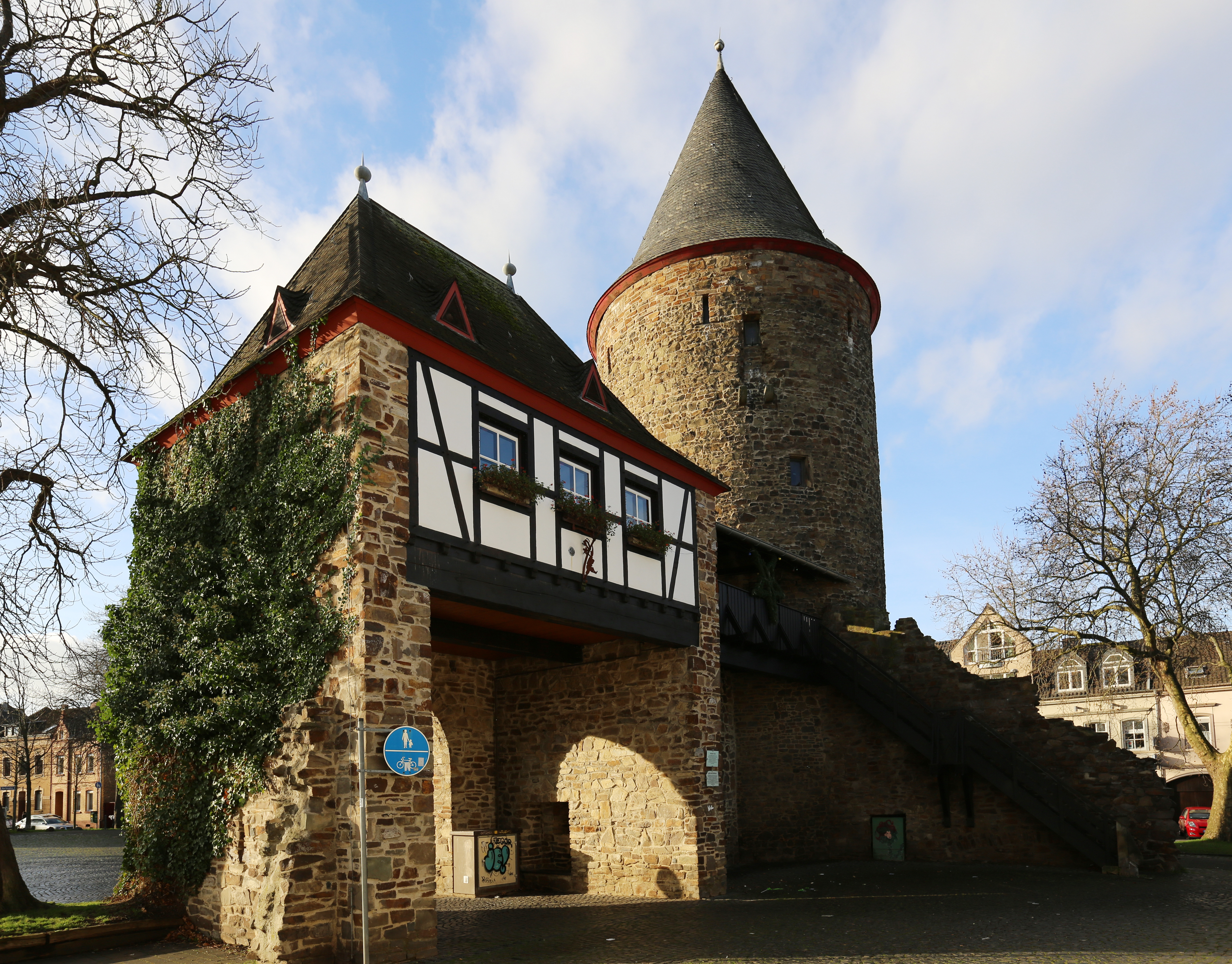
Der Wasemer Turm der Stadtbefestigung aus dem 13. Jahrhundert wurde teilweise aus dem Gussmauerwerk des die Stadt durchquerenden Römerkanals erbaut

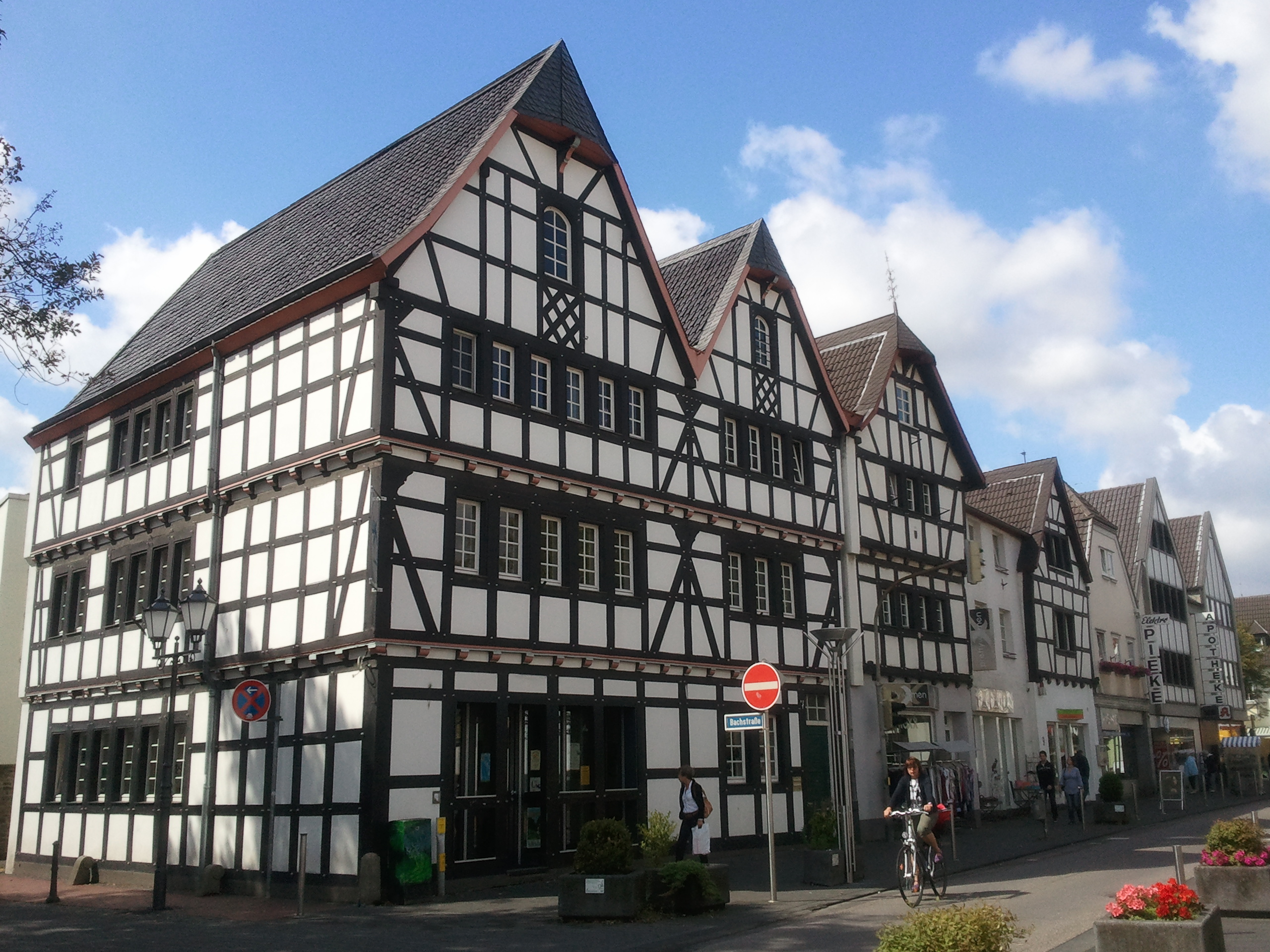
Fachwerkhäuser an der Hauptstraße

Der Name Rheinbach ist aus Reginbach entstanden. Der erste Teil des Namens leitet sich vermutlich von dem althochdeutschen Wort „regan“ = Regen ab, so dass mit dem späteren Ortsnamen wohl zunächst ein Bach bezeichnet wurde, der nur bei Regen ausreichend Wasser führte.

### Antike bis Mittelalter
Die etwa ab 80 n. Chr. erbaute Römische Wasserleitung aus der Eifel nach Köln, auch Römerkanal genannt, führte durch das heutige Stadtgebiet Rheinbachs. Ihr Baumaterial wurde nach der römischen Zeit ausgebeutet und es finden sich verbaute Reste z. B. am Wasemer Turm und am Hexenturm.
Im 12. Jahrhundert wird ein Edelmann namens Emelricus als Herr von Rheinbach genannt. Das Geschlecht der Ritter von Rheinbach lebte auf der Rheinbacher Burg und wurde in der Folgezeit immer mächtiger. Sie befestigten den Ort mit Mauern, Türmen und Halbtürmen. 1298 wird der Ort erstmals als „oppidum“ bezeichnet. 1343 erwarb der Kölner Bischof alle Rechte an Burg und Stadt Rheinbach und sie blieb bis zum Jahr 1789 Teil des Erzstifts Köln und so unter Kurkölner Kontrolle. In der Folgezeit entwickelte sich Rheinbach auch zum Verwaltungsmittelpunkt für die kurkölnischen Einnahmen aus der Grafschaft Neuenahr. Nach dem Verlust Neuenahrs an Jülich sank die Bedeutung Rheinbachs für den Erzbischof enorm und er verpfändete die Stadt häufig an größere oder kleinere Herren. So wurde ein weiterer Ausbau der Stadt gehemmt. Das zunächst blühende Tuchhandwerk und das regional bedeutende Gerbereiwesen verloren zunehmend an Bedeutung.

### Frühe Neuzeit
Hexenprozesse in Rheinbach fanden zwischen 1631 und 1636 statt. Der erhaltene Hexenturm diente damals als Gefängnis und ist Teil der Rheinbacher Burg. Unter den Hexenkommissaren Franz Buirmann und Jan Möden wurden etwa 130 Menschen aus Rheinbach, Flerzheim und Meckenheim als Hexen angeklagt, gefoltert und verbrannt.

### Französische Revolution bis Zweiter Weltkrieg
Nach dem Einmarsch französischer Truppen 1794 ins Rheinland wurde Rheinbach Teil eines neugebildeten Département de Rhin-et-Moselle. Durch die Franzosen veränderte sich das öffentliche Leben im historisch kurzen Zeitraum von nur 20 Jahren. Eine liberale Rechtsordnung und eine effektive politische Verwaltung begünstigten während der Franzosenzeit die Wirtschaft. Das Gerichtswesen und seine Rechtsprechung wurde in fünf Gesetzbüchern zusammengefasst und vereinfacht. Die von den Franzosen verordnete Säkularisierung führte zum Verkauf der Rheinbacher Burg. Nach den Befreiungskriegen und infolge des Wiener Kongresses fiel Rheinbach 1815 an Preußen und wurde zunächst Teil des Großherzogtums Niederrhein und dann bis 1945 Teil der Rheinprovinz. 1820 wurde mit dem Abriss der Rheinbacher Stadtbefestigung begonnen.
1852 wurde eine höhere städtische Lehranstalt errichtet, die 1909 als Vollgymnasium anerkannt wurde. Seit 1862 durfte sich Rheinbach wieder „Stadt“ nennen, nachdem es diese Rechte in der Franzosenzeit infolge der Gleichstellung von Stadt und Land verloren hatte.
1866 wurde in Rheinbach eine Filiale der Armen Dienstmägde Jesu Christi eröffnet. Daraus entwickelte sich das Rheinbacher Krankenhaus, das 2006 geschlossen wurde.
Der Anschluss an das Eisenbahnnetz 1880 ermöglichte in der Folgezeit die Entwicklung einer bedeutenden Keramikindustrie.

Justizvollzugsanstalt (JVA) Rheinbach

1914 wurde in Rheinbach die Strafanstalt als Zuchthaus eingerichtet, heute ist es die Justizvollzugsanstalt Rheinbach. Prominenter Insasse war der „Kanzlerspion“ Günter Guillaume.
Von 1918 bis 1929 waren in Rheinbach zunächst britische, später französische Besatzungssoldaten stationiert.

1901 lebten hier 113 Juden, die auch eine Synagoge, einen Friedhof und eine Schule unterhielten. 1942 wurden die letzten jüdischen Bürger Rheinbachs nach Osteuropa deportiert. Mindestens 34 wurden ermordet. 
Am 26. Januar 1945 wurden drei jugendliche ukrainische Zwangsarbeiter auf Befehl des 1933 von der NSDAP eingesetzten Bürgermeisters Josef Wiertz wegen eines geringfügigen Diebstahls ohne Gerichtsverfahren öffentlich ermordet (durch Erhängen). Seit 2017 erinnert das Mahnmal im Stadtpark an der „Ukrainer Esche“ an das Verbrechen.
Vom Zweiten Weltkrieg wurde Rheinbach stark in Mitleidenschaft gezogen. Zahlreiche Gebäude, darunter die Pfarrkirche, wurden durch alliierte Luftangriffe zerstört. Nahezu 700 Kriegstote gab es aus Rheinbach und dem Amt Rheinbach-Land. Ihnen und weiteren Kriegstoten zum Gedenken wurde am 13. Juni 1948 die Kriegsgräberstätte Rheinbach als erste ihrer Art in der britischen Zone eingeweiht und in die Obhut der Stadt Rheinbach übergeben. 553 Kriegstote des Zweiten Weltkrieges ruhen auf diesem Friedhof.
Rheinbach wie auch die Stadt Meckenheim lagen an der Vormarschroute der 9. US-Panzerdivision ins Ruhrgebiet auf dem Weg zur Brücke von Remagen.

### Gegenwart
Nach dem Zweiten Weltkrieg bekam Rheinbach den Ruf als „Glasstadt“, da sich acht Glasfachbetriebe aus Böhmen in der Stadt niedergelassen hatten. Bereits 1948 wurde eine Staatliche Glasfachschule in Rheinbach eröffnet, die heute unter dem Namen „Glasfachschule NRW“ firmiert und internationale Anerkennung gefunden hat.
Am 1. August 1969 wurden durch §5 Bonn-Gesetz die Stadt Rheinbach und die bisher selbständigen und zum Amt Rheinbach-Land gehörenden Gemeinden Flerzheim, Hilberath, Neukirchen, Niederdrees, Oberdrees, Queckenberg, Ramershoven, Todenfeld und Wormersdorf zur neuen Stadt Rheinbach zusammengeschlossen.
Im Rahmen des Bonn-Berlin-Ausgleichs wurde in Rheinbach 1995 der Campus Rheinbach der Hochschule Bonn-Rhein-Sieg eingerichtet.

### Rheinbach als Bundeswehrstandort
Im Jahr 1951 begann die Geschichte Rheinbachs als Garnisonsstadt mit der Errichtung eines Lagers für die Stationierung alliierter Truppen, was bei den Rheinbachern umstritten war. 1952 bezog das belgische 31. Flugabwehr-Bataillon das gerade fertiggestellte Barackenlager in Rheinbach und zog vier Jahre später wieder ab. Mitte 1956 kam die Zentral-Militärische-Kraftfahrstelle (ZMK) als erste Bundeswehr-Dienststelle nach Rheinbach. Sie war im Hotel Brungs (⊙) untergebracht.:51 Am 15. Februar 1957 wurde Rheinbach mit der Unterbringung des Wachbataillons BMVg endgültig zum Bundeswehrstandort. Nachdem das Wachbataillon 1959 nach Siegburg verlegte, wurde eine neue Dienststelle eingerichtet, der Kommandeur-Führungsfernmeldetruppen (KdrFüFmTr) und Inspizient der Territorialen Fernmeldeeinrichtungen. Daraus wuchs 1967 die Führungsfernmeldebrigade 700 auf, die 1970 zu Führungsfernmeldebrigade 900 umgegliedert wurde. Diese wiederum wurde bis 1982 zum Fernmeldekommando 900 umgegliedert. Das Fernmeldekommando 900 wurde 1994 außer Dienst gestellt. Teile wurden zur Aufstellung der Führungsunterstützungsbrigade 900 verwendet. Als Fernmeldelastiger Standort beherbergte Rheinbach von 1982 bis 1990 das Fernmeldeamt der Bundeswehr, das anschließend im Amt für Fernmelde- und Informationssysteme der Bundeswehr aufging.
Rheinbach war auch Stationierungsort für das Kommando Strategische Aufklärung, das am 17. Januar 2002 in der Tomburg-Kaserne in Dienst gestellt wurde. Das Kommando verlegte 2007/2008 die Hauptkräfte nach Grafschaft-Gelsdorf.
Die Rheinbacher Kaserne trug zunächst den Namen „Lager Rheinbach“ und wurde 1968 nach der beim Ortsteil Wormersdorf gelegenen Tomburg benannt. Heute sind in der Tomburg-Kaserne unter anderem das Kommando Informationstechnik-Services der Bundeswehr (KdoIT-SBw) und das Zentrum Cyber-Operationen (ZCO) beherbergt.
Darüber hinaus gab es im Staatsforst Schornbusch von 1968 bis 2004 das Munitionsdepot Rheinbach (⊙),:53 das seither als Munitionslager Rheinbach geführt wird. Von 1967 bis 1989 hatte das Amt für Militärisches Geowesen Kartenlager Mitte (AMilGeo) seinen Sitz in Oberdrees.

### Einwohnerentwicklung seit 1581
| Jahr | Einwohner | Delta |
| ---- | --------- | ----- |
| ….   | …         |       |
| 1581 | 135       |       |
| 1664 | 442       | +307  |
| 1783 | ca. 900   | +458  |
| 1798 | 1.119     | +219  |

| Jahr | Einwohner | Delta  |
| ---- | --------- | ------ |
| 1843 | 1.657     | +538   |
| 1867 | 1.867     | +210   |
| 1872 | 1.889     | +22    |
| 1895 | 2.189     | +300   |
| 1939 | 4.081     | +1.892 |

| Jahr | Einwohner | Delta  |
| ---- | --------- | ------ |
| 1947 | 9.282     | +5.201 |
| 1961 | 13.952    | +4.670 |
| 1969 | 18.979    | +5.027 |
| 1971 | 20.000    | +1.021 |
| 1995 | 24.963    | +4.963 |

Einwohner ab 1995 jeweils zum 31. Dezember mit Haupt- und Nebenwohnung, einschließlich der Ortschaften der Stadt Rheinbach.
| Jahr | Einwohner | Delta |
| ---- | --------- | ----- |
| 1996 | 25.381    | +418  |
| 1997 | 25.846    | +465  |
| 1998 | 25.579    | −267  |
| 1999 | 25.688    | +109  |
| 2000 | 25.943    | +255  |

| Jahr | Einwohner | Delta |
| ---- | --------- | ----- |
| 2001 | 25.986    | +43   |
| 2002 | 26.044    | +58   |
| 2003 | 26.149    | +105  |
| 2004 | 26.273    | +124  |
| 2005 | 26.533    | +260  |

| Jahr | Einwohner | Delta  |
| ---- | --------- | ------ |
| 2006 | 26.345    | −188   |
| 2007 | 26.779    | +434   |
| 2008 | 26.924    | +145   |
| 2009 | 27.098    | +174   |
| 2010 | 28.372    | +1.274 |

| Jahr | Einwohner | Delta |
| ---- | --------- | ----- |
| 2011 | 28.590    | +218  |
| 2012 | 28.742    | +152  |
| 2013 | 28.888    | +146  |
| 2014 | 28.918 1  | +30   |
| 2015 | 29.293 2  | +375  |

| Jahr | Einwohner | Delta |
| ---- | --------- | ----- |
| 2016 | 29.288    | −5    |
| 2017 | 29.262    | −26   |
| 2018 | 29.228    | −34   |
| 2019 | 29.116    | −112  |
| 2020 | 29.062    | −54   |

| Jahr | Einwohner | Delta |
| ---- | --------- | ----- |
| 2021 | 28.931    | −131  |
| 2022 | 29.260    | +329  |
| 2023 | 29.266    | +6    |
| 2024 | 29.299 4  | +33   |
| 2025 |           |       |

## Religion

### Katholische Gemeinden

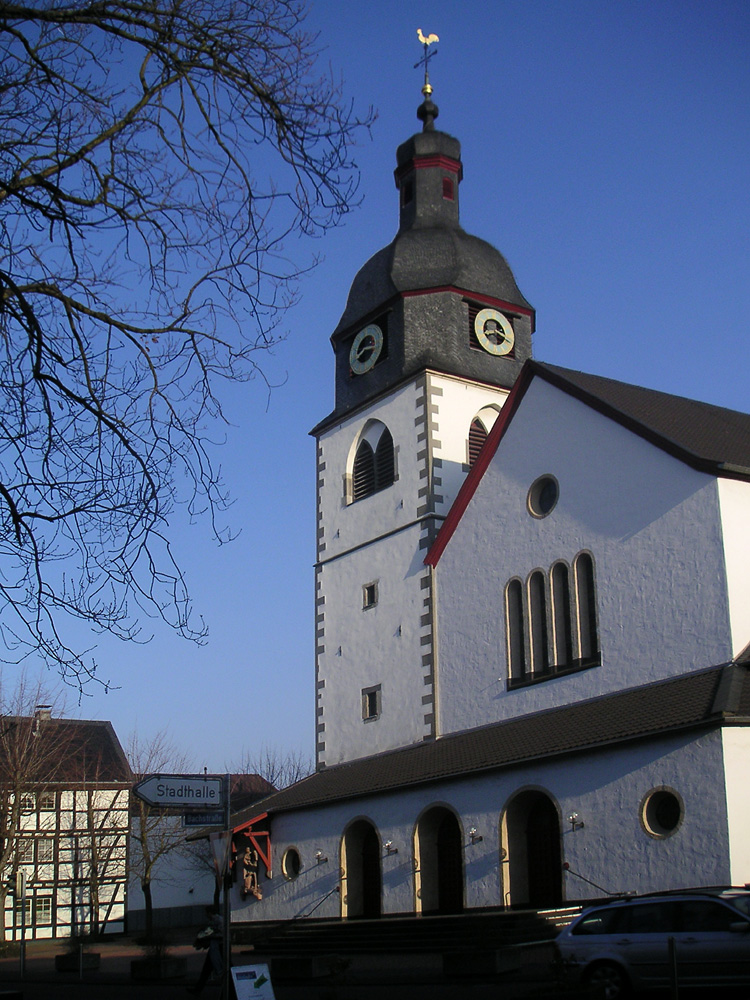
Pfarrkirche Sankt Martin in Rheinbach

- Kath. Pfarrgemeinde St. Martin, Rheinbach im Erzbistum Köln mit den Kirchen
  - St. Martin in Flerzheim
  - St. Martin in Hilberath
  - St. Margareta in Neukirchen
    - St. Mariä Himmelfahrt in Merzbach

  - St. Antonius in Niederdrees
  - St. Ägidius in Oberdrees
  - St. Joseph in Queckenberg
  - St. Basilides in Ramershoven
  - St. Hubertus in Todenfeld
  - St. Bartholomäus in Kalenborn
  - St. Martin in der Kernstadt von Rheinbach (Pfarrkirche)[18]
- Kath. Kirchengemeinde St. Martin, Wormersdorf in der Pfarreiengemeinschaft Meckenheim.

#### Klöster und Niederlassungen religiöser Gemeinschaften in Rheinbach
- Deutscher Orden (OT): Kloster und Pfarrseelsorge (1. September 2012 bis 15. November 2014)[19][20]
- Pallottiner (SAC): Kloster und Schule (bis Juli 2016)[21]
- Schwestern Unserer Lieben Frau (SND): Kloster, Schule und Internat (1911–1999)
- Töchter der Göttlichen Liebe (DDL): Antoniuskloster in Flerzheim (mit Sitz der Deutschen Region des Ordens; ca. 1990–2015)[22]
- Arme Dienstmägde Jesu Christi (ADJC): Krankenhaus (23. Oktober 1866 bis 1. Oktober 1965); Hermanianum (15. April 1890 bis 15. April 1935).

### Evangelische Gemeinden
- 1952 eigenständige Ev. Gemeinde Rheinbach, 1949 Gnadenkirche[23]
- Freie Ev. Gemeinde, FEG

## Politik

### Stadtrat
Der Stadtrat ist die kommunale Volksvertretung der Stadt Rheinbach. Über die Zusammensetzung entscheiden die Bürger alle fünf Jahre. Die letzte Wahl fand am 13. September 2020 statt. Deren Ergebnis zeigen die Diagramme.
| Sitzverteilung 2020 im Stadtrat RheinbachInsgesamt 40 Sitze - SPD: 9 - Grüne: 7 - UWG: 7 - FDP: 3 - CDU: 14 |

### Wappen

Logo der Stadt Rheinbach

| Wappen von Rheinbach | Blasonierung: „Im geteilten Felde, oben in Silber ein durchgehendes schwarzes Kreuz, unten gespalten, links (heraldisch rechts) in Silber ein mit dem Barte linkshin gewendeter blauer Schlüssel, rechts (heraldisch links) auf rotem Grund ein blau bewehrter halber silberner Adler am Spalt.“ |
| Wappen von Rheinbach | Wappenbegründung: Das schwarze Kreuz auf silbernem Grund steht für das Erzstift Köln. Der Schlüssel deutet auf den hl. Petrus als Patron der Kirche oder des Erzstiftes. Der Adler aus dem Wappen der Grafen von Are-Hochstaden knüpft an die Übertragung von 1246/47 an und ignoriert die widerrechtliche Aneignung des Besitzes durch die Ritter von Rheinbach. Das Stadtwappen geht zurück auf das zweite Schöffensiegel, das mit Abdruck seit 1344 existiert. Die Wappenverleihung fand 1915 durch den preußischen König Wilhelm II. statt und wurde 1970 durch den Regierungspräsidenten von NRW bestätigt. Die Flaggenfarbe der Stadt ist schwarz weiß. |

### Städtepartnerschaften
- Deinze, Belgien
- Kamenický Šenov (Steinschönau), Tschechien
- Sevenoaks, Vereinigtes Königreich
- Villeneuve-lès-Avignon, Frankreich
- „Partnerschaft des Friedens“ mit Douaumont-Vaux, Frankreich

## Kultur und Sehenswürdigkeiten

### Museen
- Glasmuseum Rheinbach
- Kutschenmuseum Mostert
- Naturparkzentrum des Naturparks Rheinland im Himmeroder Hof

### Bauwerke
- Pfarrkirche St. Martin Rheinbach
- Burgruine Tomburg bei Wormersdorf
- Tomburg-Kaserne
- Hexenturm
- Wasemer Turm
- Kallenturm
- Windmühlenturm
- Bocksturm
- Himmeroder Hof (Rheinbach)
- Waldhotel Rheinbach
- Waldkapelle

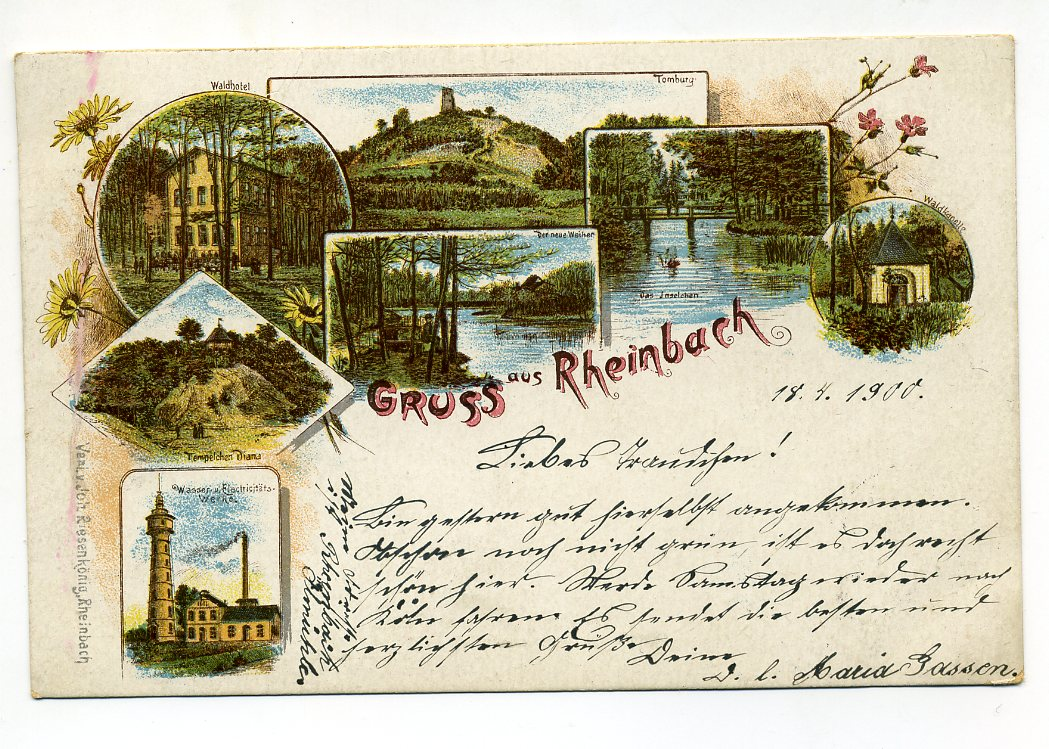
Gruß aus Rheinbach (1900)

- Römische Wasserleitung („Römerkanal“)
- „Altes Bürgerhaus“ (nicht erhalten, Grundriss im Pflaster des Plätzchens „Am Bürgerhaus“ – Hauptstraße/Ecke Bachstraße – nachempfunden)
- Haus Am Bürgerhaus 5 (Raths), eines der älteren Gebäude Rheinbachs mit Kellerteilen aus dem 16. Jh., ehemals Gerberei, Lederhandel, Sägewerk/Holzhandel, Stellmacherei, Restaurant
- Ehemalige „Herberge zum Heiligen Geist“, Martinstraße 12
- Der Hans-Wischeler-Turm war ein 16 m hoher hölzerner Aussichtsturm auf dem südwestlich von Rheinbach gelegenen 291,9 m ü. NHN[27] hohen Beuelskopf, der 2002 durch Brandstiftung zerstört wurde. Seit einigen Jahren existieren Pläne für den Wiederaufbau.[28]
- Ehemaliger Wasserturm aus den 1890er Jahren, bis 2019 Atelier des verstorbenen Studioglaskünstlers Udo Edelmann.[29]

### Freizeit
- Neben dem Freizeitpark mit Kinderspielplatz, Seen, Minigolfanlage und Grillplätzen zählt das monte mare Freizeitbad und Saunaparadies mit seinem 10 Meter tiefen Indoor-Tauchbecken zu den beliebten Ausflugszielen.
- Immer am dritten Wochenende im Juli finden in Rheinbach die Rheinbach Classics statt, ein überregionales Oldtimerfestival, welches jährlich über 30.000 Zuschauer aus ganz Deutschland und den Nachbarländern anzieht.

### Karneval
In der Kernstadt und den zugehörigen Ortschaften blickt die Stadt auf eine mehr als 100-jährige Tradition im Karneval-Feiern zurück. Es existieren u. a. die Kernstadtvereine „Gro-Rhei-Ka Narrenzunft Prinzengarde 1895 e. V.“ (1) und das „Stadtsoldatencorps 1905 e. V. Traditionscorps“ (2). Die „KGO Oberdrees“ (3) ist für die Gestaltung von Festwagen jeder Art und Größe bekannt. Zur Zeit des Straßenkarnevals ab Weiberfastnacht ist freitags der „Feldzug“ zur Tomburg-Kaserne (Münstereifeler Straße), samstags der Sturm auf das Rathaus (Schweigelstraße) und schließlich am Veilchendienstag der große Karnevalszug durch die Kernstadt Rheinbach. In den zu Rheinbach gehörender Ortschaften finden die Karnevalsumzüge bereits sonntags in Oberdrees und Queckenbert sowie montags in Wormersdorf statt (4). Einzelne Gruppen nehmen aber auch am Sturm der Jecken auf die Tomburg-Kaserne und am großen Kernstadt-Umzug teil. Der Karnevalsruf lautet „Dreimol Rheembach Alaaf!“

### Sport
In Rheinbach gibt es zwei Sportstätten mit Leichtathletikanlagen, das Stadion Freizeitpark und die Sportanlage Am Stadtpark.
Ansässige Vereine sind unter anderem der Tennisclub Rheinbach, der TV Rheinbach, der SC Rheinbach und der TTC Ramershoven 1956 e. V.

## Infrastruktur und Wirtschaft

### Verkehr

#### Schienenverkehr

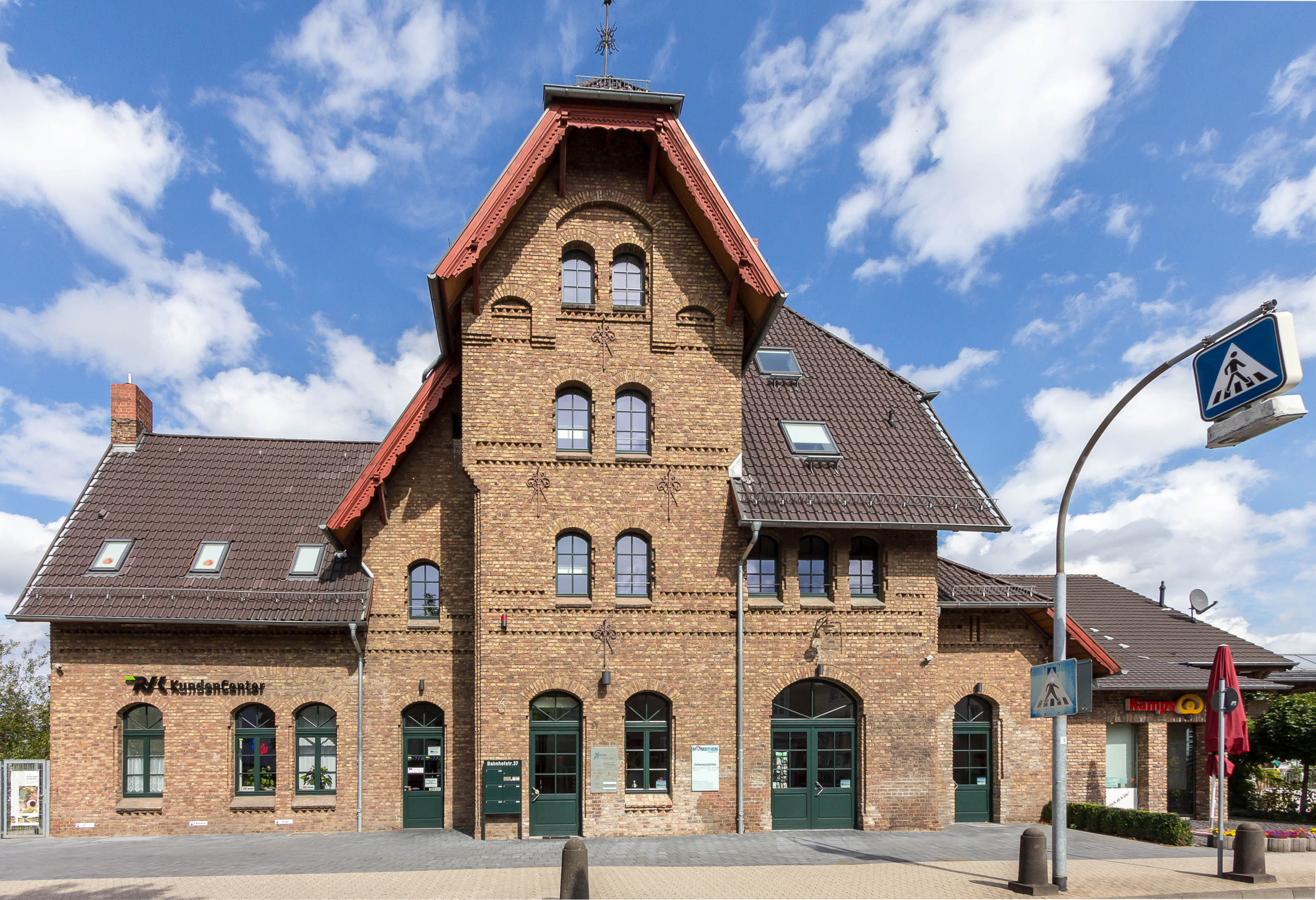
Ehemaliges Empfangsgebäude (heute privatisiert) des Bahnhofs Rheinbach.

Der Bahnhof Rheinbach liegt an der Voreifelbahn (Bonn Hbf–Rheinbach–Euskirchen(–Bad Münstereifel)), auf der im Schienenpersonennahverkehr (SPNV) die S-Bahnlinie 23 verkehrt. Sie bedient außerdem den Haltepunkt Rheinbach Römerkanal.
| Linie | Verlauf / Anmerkungen | Takt (Mo–Fr)                              |
| ----- | --- | ----------------------------------------- |
| S 23  | Bonn Hbf – Bonn-Endenich Nord – Bonn Helmholtzstraße – Bonn-Duisdorf – Alfter-Impekoven – Alfter-Witterschlick – (Meckenheim Kottenforst –)* Meckenheim Industriepark – Meckenheim (Bz Köln) – Rheinbach Römerkanal – Rheinbach – Swisttal-Odendorf – Euskirchen-Kuchenheim – Euskirchen ab Euskirchen stündlich Anschluss auf SEV der RB 23 bis Bad Münstereifel; * Züge halten in Kottenforst nur stündlich und nur am Wochenende sowie an Feiertagen bei Bedarf Stand: Fahrplanwechsel Dezember 2023 | 15 min (Bonn–Rheinbach in der HVZ) 30 min |

Durchgeführt wird der Schienenpersonennahverkehr von der DB Regio NRW, die für die Voreifelbahn Diesel-Triebwagen der DB-Baureihe 644 in Ein- bis Zweifachtraktion für Geschwindigkeiten bis zu 100 km/h einsetzt.

#### Busverkehr
Buslinien der Regionalverkehr Köln GmbH (RVK) verbinden Rheinbach sternförmig mit Bonn über Witterschlick, Euskirchen, verschiedenen Ortschaften der Gemeinde Swisttal sowie im Schülerverkehr auch mit Meckenheim. Innerhalb Rheinbachs verkehrt unter dem Namen „Rheinbacher Stadthüpfer“ eine Quartierbuslinie mit einem barrierefreien Kleinbus (Liniennummer: 813). Für alle diese Linien gilt der Tarif des Verkehrsverbund Rhein-Sieg (VRS).
Weitere Linien aus dem VRM (Verkehrsverbund Rhein-Mosel) verbinden Rheinbach und seine Höhenorte mit mehreren Ortsteilen von Altenahr sowie mit Ersdorf und Altendorf.

#### Straßen
Rheinbach liegt an der Bundesautobahn 61 Köln–Ludwigshafen am Rhein. Der zentrale Bereich Rheinbachs und mehrere Ortsteile werden zudem von der Bundesstraße 266 erschlossen.
In Rheinbach waren am 1. Januar 2018 19.550 Kraftfahrzeuge zugelassen, davon 16.594 Pkw.

#### Radwege
Die Stadt ist an mehrere Radwanderwege angeschlossen:
- Die 524 km lange Wasserburgen-Route verbindet mehr als 130 Burgen am Rand der Eifel und in der Kölner Bucht.
- Die 1.045 km lange D-Route 4 (Mittelland-Route) führt von Aachen über Bonn, Siegen, Erfurt, Jena und Chemnitz nach Zittau.
- Die 733 km lange D-Route 7 (Pilgerroute) führt von Aachen über Köln, Düsseldorf, Duisburg, Münster, Osnabrück, Bremen und Hamburg nach Flensburg.
- Die 124 km lange Rheinische Apfelroute führt durch die Gemeinden Alfter, Bornheim, Meckenheim, Rheinbach, Swisttal und Wachtberg mit einer 25 km langen Rheinbacher Nebenschleife.[33]

### Bildung
In der Stadt gibt es fünf Grundschulen, eine Gesamtschule sowie zwei Gymnasien.
Das Städtische Gymnasium Rheinbach ist die älteste Schule Rheinbachs, das Erzbischöfliche St.-Joseph-Gymnasium (zuvor für Mädchen, jetzt bi-edukativ) ist ein privates Gymnasium; es übernahm die Schüler des Vinzenz-Pallotti-Kollegs (für Jungen), das im Juli 2016 geschlossen wurde. 2014 wurde die Gesamtschule Rheinbach gegründet, an den ehemaligen Standorten der Hauptschule Am Dederichsgraben und der Tomburg-Realschule, die 2019 schlossen. Die Albert-Schweitzer-Schule, eine Förderschule mit dem Förderschwerpunkt Lernen, wurde im Juli 2016 aufgrund zu niedriger Anmeldezahlen geschlossen.
Darüber hinaus beherbergt die Kernstadt die Glasfachschule NRW sowie den Campus Rheinbach der Hochschule Bonn-Rhein-Sieg, welche über zwei weitere Liegenschaften im rechtsrheinischen Sankt Augustin und Hennef verfügt.

### Industrie
Die Heinrich Frings GmbH & Co. KG ist Weltmarktführer für automatisierte Anlagen zur Essigherstellung.

## Persönlichkeiten

### Bürgermeister seit 1797
- 1797–1806: Peter Nachtsheim
- 1806–1814: Leopold Sarkander Wolff
- 1814–1847: Wilhelm Heinrich Ridde
- 1847–1848: Gottfried Joseph Wolff
- 1848–1856: Joseph Krahe (1848–1850 kommissarisch)
- 1856–1848: Ignaz Josef Neß[40]
- 1884–1897: Emil Josef Neß
- 1897–1926: Karl Commeßmann (Namensgeber: „Commeßmannstraße“, Neubaugebiet Rotterfeld)
- 1926–1933: Hans Reichard
- 1933–1945: Joseph Wiertz (von NSDAP eingesetzt)
- 1945–1946: Hubert Schwarz
- 1946–1948: Johann Schäfer
- 1948–1963: Hans Hirschmann (CDU)
- 1963–1969: Hubert Mahlberg
- 1969–1989: Heinz Wilhelm Büttgenbach[41]
- 1989–1999: Hans Schellenberger[41]
- 1999–2020: Stefan Raetz (CDU), erster hauptamtlicher Bürgermeister
- seit 2020: Ludger Banken (parteilos)[42]

### Ehrenbürger
In Rheinbach wurden seit dem Jahre 1913 nachstehende Personen mit der Ehrenbürgerschaft ausgezeichnet:
| Nr.: | Name, Beruf, Ehrenbürgerschaft | Lebensdaten                                                      |
| ---- | --- | ---------------------------------------------------------------- |
| 1    | Rudolf Felix Josef von Groote, Jurist, Oberpräsident, Landrat Verleihung der Ehrenbürgerschaft: 1. April 1913                                                 | * 9. November 1858 in Bonn † 10. Mai 1922 im Kloster Maria Laach |
| 2    | Wilhelm Busch, Postbeamter, Mitglied des preuß. Abgeordnetenhauses, PStS im preuß. Landwirtschaftsministerium Verleihung der Ehrenbürgerschaft: 4. April 1922 | * 28. Dezember 1867 in Ersdorf † 23. Mai 1924 in Kuchenheim      |
| 3    | Franz Xaver Sasse, Theologe, Dechant, Pfarrer Verleihung der Ehrenbürgerschaft: 18. April 1926                                                                | * 13. April 1850 in Köln † 28. März 1932 in Bad Honnef           |
| 4    | Carl Commeßmann, Verwaltungsbeamter, Bürgermeister Verleihung der Ehrenbürgerschaft: 7. Juli 1926                                                             | * 15. April 1862 in Alpen † 20. September 1926 in Rheinbach      |
| 5    | Wilhelm Schneider, Jurist, Justiziar, Rechtsanwalt, Beigeordneter Verleihung der Ehrenbürgerschaft: 28. Juni 1938                                             | * 2. August 1868 in Neuss † 8. August 1942 in Rheinbach          |
| 6    | Johann Schäfer, Lehrer, Bürgermeister Verleihung der Ehrenbürgerschaft: 15. August 1957                                                                       | * 2. März 1867 in Gelsdorf † 13. Oktober 1961 in Rheinbach       |
| 7    | Hans Hirschmann, Arzt, Bürgermeister, Landrat Verleihung der Ehrenbürgerschaft: 22. Dezember 1964                                                             | * 30. März 1893 in Winkel † 4. Oktober 1968 in Rheinbach         |
| 8    | Heinz Willhelm Büttgenbach, Jurist, Präsident, Bürgermeister Verleihung der Ehrenbürgerschaft: 1. August 1990                                                 | * 7. Mai 1930 in Rheinbach † 30. März 2017 in Rheinbach          |
| 9    | Heinrich Kalenberg, Jurist, Stadtdirektor, Rechtsanwalt Verleihung der Ehrenbürgerschaft: 28. August 1995                                                     | * 8. Mai 1933 in Dortmund † 30. März 2015 in Tux                 |
| 10   | Hans Schellenberger, Jurist, Rechtsanwalt, Bürgermeister Verleihung der Ehrenbürgerschaft: 22. Mai 2000                                                       | * 26. September 1939 in Wesel                                    |
| 11   | Stefan Raetz, Jurist, Bürgermeister Verleihung der Ehrenbürgerschaft: 31. Oktober 2023                                                                        | * 24. Februar in 1959 in Flensburg                               |

### Söhne und Töchter der Stadt
- Johannes Adam von Nettinghofen (1680–1738), Rektor der Universität Wien, Böhmischer Ritter und Niederösterreichischer Regimentsrat
- Johann Joseph Müller (1768–1850), Domherr in Köln und Wohltäter seiner Heimatstadt Rheinbach
- Andreas Gau (1800–1862), katholischer Theologe, Dozent und Subregens in Köln, Stiftsherr in Aachen, Abgeordneter im preußischen Landtag für den Wahlkreis Bonn-Rheinbach
- Andreas Simons (1823–1900), Architekt
- Friedrich Koenen (1829–1887), Domkapellmeister und Komponist
- Emil Meyer (1869–1949), Evangelist der pietistischen Bewegung, Schriftsteller und Verleger
- Anton Schrammen (1869–1953), Paläontologe und Zahnarzt, Experte für fossile Schwämme und Cephalopoden
- Jakob Schrammen (1871–1944), Architekt und Baubeamter
- Elke Erb (1938–2024, Scherbach), Schriftstellerin
- Ute Erb (* 1940, Scherbach), Dichterin
- Peter Blumenthal (* 1945), Sprachwissenschaftler
- Frank Kolb (* 1945), Althistoriker (Professor an der Eberhard Karls Universität Tübingen)
- Bernd Schumacher (* 1952), Kriminalromanautor und Liedermacher
- Oliver Schumacher (* 1961), Journalist und politischer Beamter
- Markus Stein (* 1962), Klassischer Philologe, Hochschullehrer
- Heike Kaster-Meurer (* 1964), Kommunalpolitikerin (SPD)
- Carsten Fiedler (* 1969), Journalist
- Barbara Ruscher (* 1969), Kabarettistin[45]
- Simone Schneider (* 1971), Verwaltungsjuristin
- Tim Lobinger (1972–2023), Leichtathlet und Olympiateilnehmer
- Stefan Parinussa (* 1974), Radrennfahrer
- Antoine Monot, Jr. (* 1975), Schauspieler
- Markus Pröll (* 1979), Fußballspieler
- Demian Kappenstein (* 1983), Jazz- und Popmusiker
- Christina Stephan (* 1990), Schauspielerin
- Judith Stapf (* 1997), Violinistin

### Weitere Persönlichkeiten, die mit der Stadt in Verbindung stehen
- Andreas Schweigel (1566–1636), Jurist, ab 1602 kurfürstlicher Vogt in Rheinbach und Hexenprozessgegner
- Franz Buirmann (1590–nach 1638), kurkölnischer Hexenkommissar, führte von 1631 bis 1638 zahlreiche Hexenprozesse in Rheinbach
- Hermann Löher (1595–1678), Bürgermeister und Schöffe in Rheinbach, Gegner der Hexenprozesse
- Joseph Roth (1896–1945), Lehrer, Politiker und NS-Gegner, seit 2000 Märtyrer der katholischen Kirche
- Hans von der Groeben (1907–2005), Diplomat, Wissenschaftler und Publizist, verstarb in Rheinbach
- Franz Wendler (1913–2007), Glaskünstler, wohnte und arbeitete seit 1950 in Rheinbach
- Ewald Erb (1903–1978), Literaturwissenschaftler, arbeitete von 1937 bis 1941 beim Finanzamt Rheinbach
- Gerhard Adelmann (1925–2006), Historiker, Professor für Wirtschafts- und Sozialgeschichte, lebte in Rheinbach
- Karlheinz Daniels (* 1928), Sprachwissenschaftler und ordentlicher Professor für Didaktik der Deutschen Sprache und Literatur in Bonn, lebte in Rheinbach
- Heinrich Kalenberg (1933–2015), 1963–1995 Stadtdirektor von Rheinbach
- Paul Reding (* 1939), Künstler und Schriftsteller, besuchte von 1957 bis 1960 die Staatliche Fachschule für Glasveredelung in Rheinbach
- Monika Müller (* 1947), Pädagogin und Therapeutin, lebt in Rheinbach
- Wolfgang Niedecken (* 1951), Sänger, Musiker und bildender Künstler, war Schüler in Rheinbach
- Winrich C.-W. Clasen (* 1955), Verleger und Schriftsteller, Leiter des cmz-Verlags in Rheinbach[46]
- Thomas Quast (* 1962), Richter, Musiker und Komponist, war Internatsschüler in Rheinbach
- Norbert Röttgen (* 1965), Politiker (CDU), 2009–2012 Bundesumweltminister, wuchs in Rheinbach auf
- Jenny Elvers (* 1972), Schauspielerin und Moderatorin, lebte zeitweise in Rheinbach
- Hans Sarpei (* 1976), ghanaischer Fußballspieler, spielte 1998 für den VfL Rheinbach
- Artur Kolodziejski (* 1979), Basketballspieler, wuchs in Rheinbach auf
- Christian Knees (* 1981), Profi-Radrennfahrer, begann seine Radsportkarriere 1990 beim VfL Rheinbach
- David Kriesel (* 1984), Informatiker und Publizist, lebt in Rheinbach und wuchs dort teilweise auf
- Lukas Sinkiewicz (* 1985), Fußballnationalspieler (Deutschland) polnischer Herkunft, begann seine Karriere als Juniorenspieler beim FC Flerzheim und danach beim VfL Rheinbach
- Pius Heinz (* 1989), Pokerweltmeister, legte 2008 sein Abitur am Städtischen Gymnasium Rheinbach ab
- Oliver Ewy (* 1992), Schauspieler und Musiker, bis 2011 Schüler des Vinzenz-Pallotti-Kollegs in Rheinbach